# Kvarteret Lusten
Kvarteret Lusten is een wolkenkrabber op het de Zweedse Kungsholmen. Met een hoogte van 78 meter staat hij op de twaalfde plaats van hoogste gebouwen van Zweden. Het gebouw telt 24 verdiepingen en werd in 2011 geopend.

## Foto's van de bouw

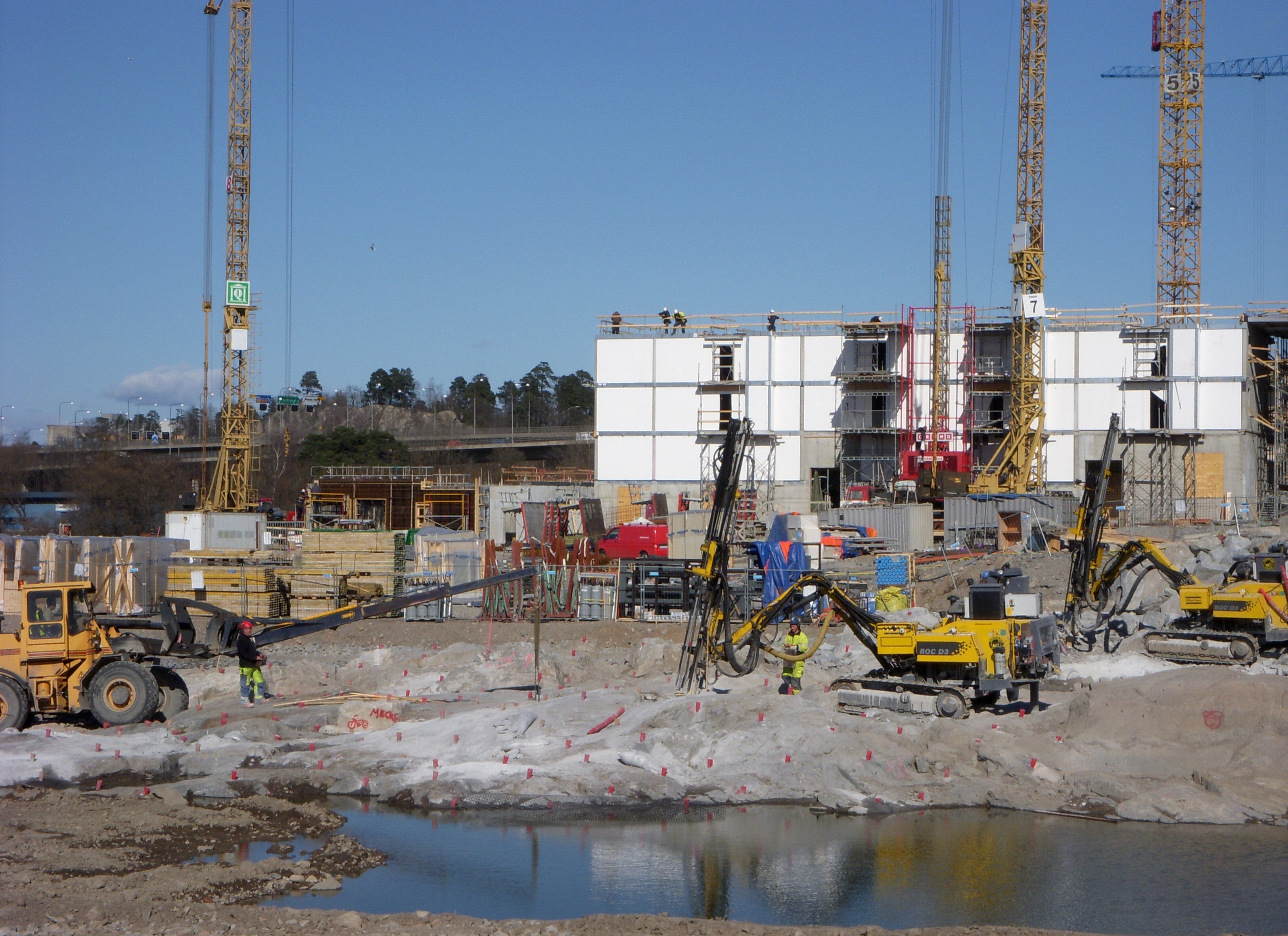
april 2009
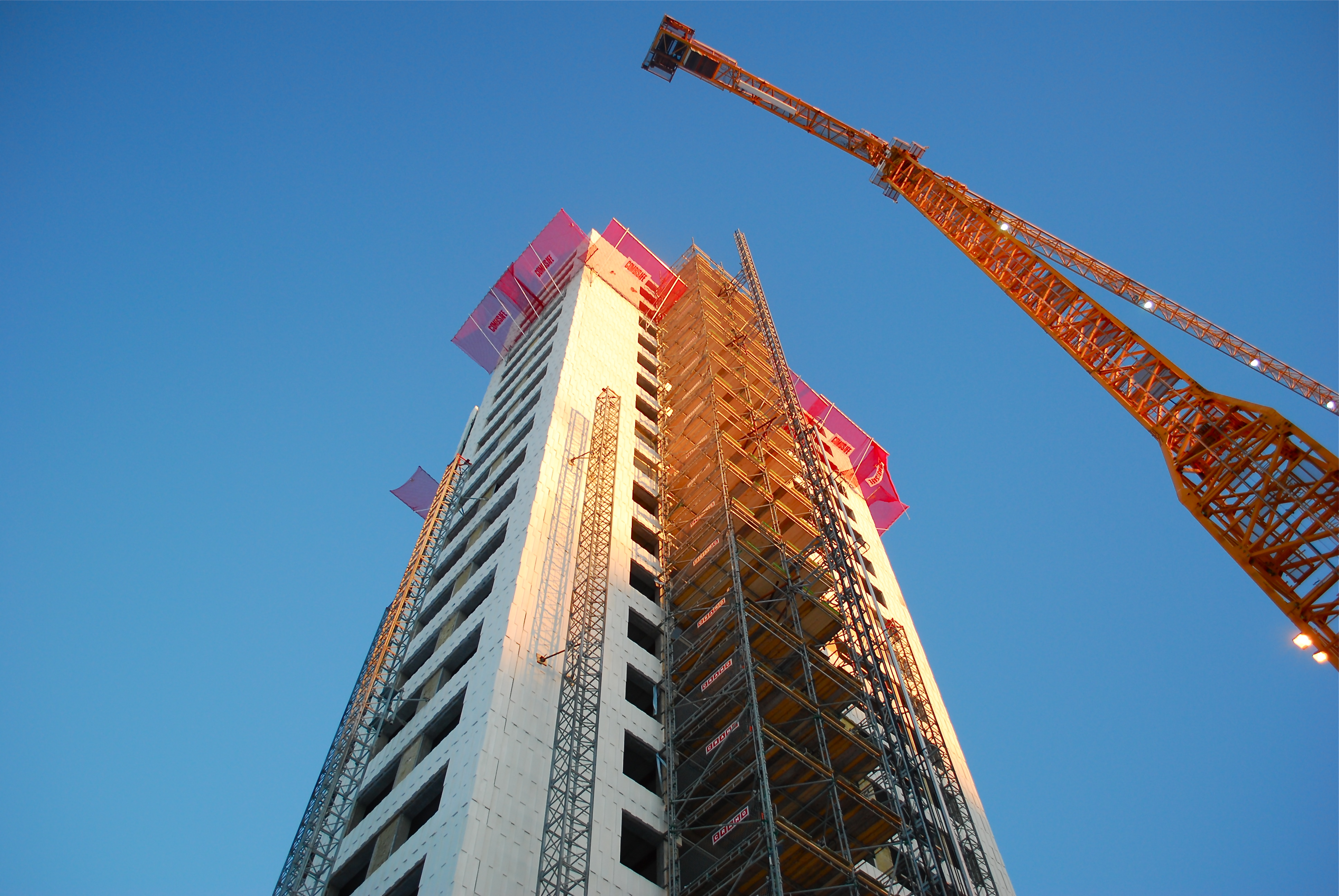
december 2010
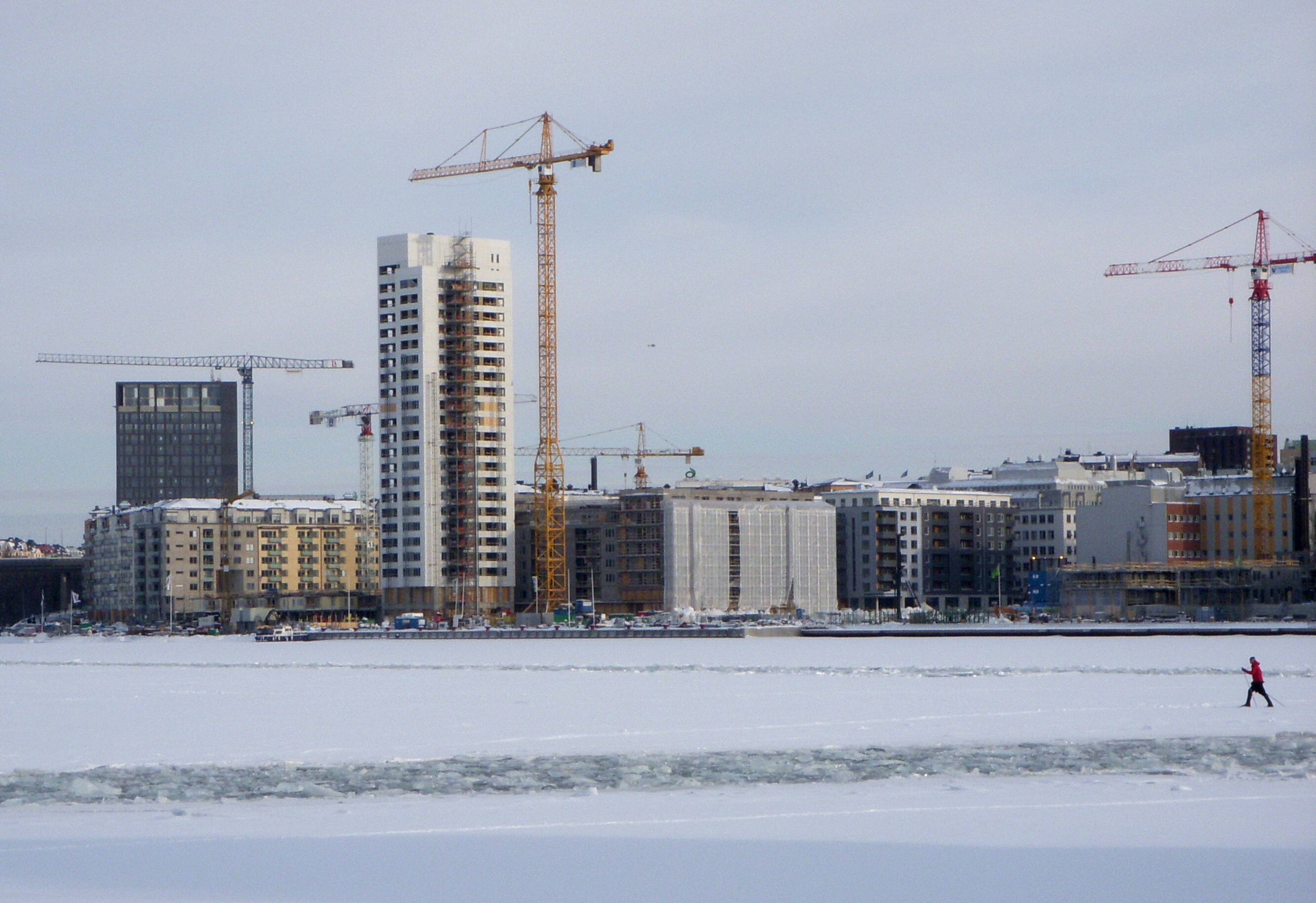
februari 2011
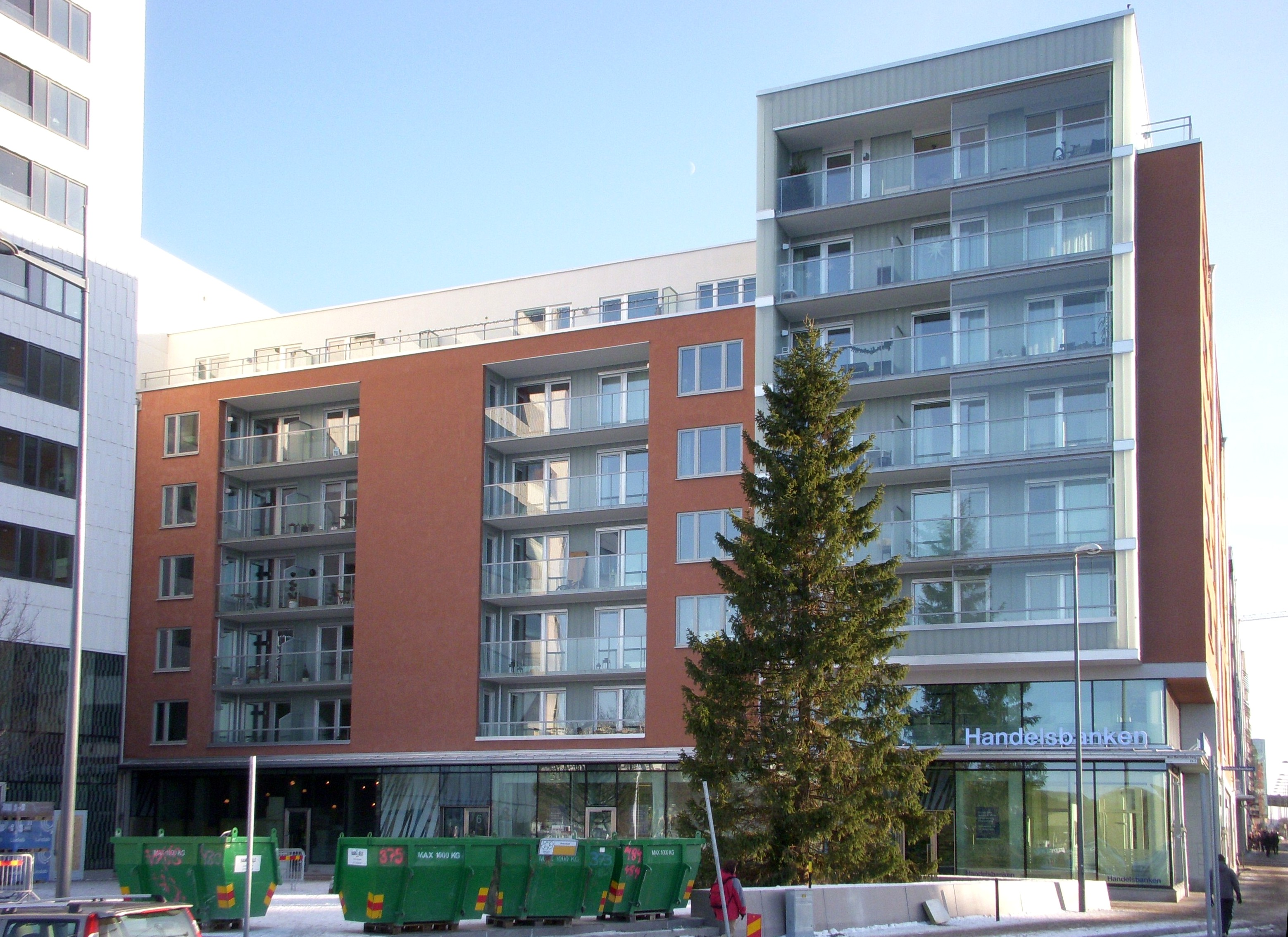
januari 2012